# ليزا دين ريان
ليزا دين ريان (بالإنجليزية: Lisa Dean Ryan)‏ هي ممثلة أمريكية، ولدت في 30 أبريل 1972 في فينيكس في الولايات المتحدة.

## وصلات خارجية
- ليزا دين ريان على موقع IMDb (الإنجليزية)
- ليزا دين ريان على موقع قاعدة بيانات الفيلم (الإنجليزية)